# أولاد سبيطة 2 (أولاد سبيطة)
أولاد سبيطة 2 هي إحدى مشيخات المملكة المغربية، تتبع جغرافيا لإقليم سيدي بنور وإداريًا لأولاد سبيطة. يقدر عدد سكانها بـ 3751 نسمة حسب الإحصاء الرسمي للسكان والسكنى لسنة 2004.